# Эпперсон против Арканзаса
Эпперсон против Арканзаса 393 U.S. 97 (1968) — решение Верховного Суда США, признавшее несоответствующим Конституции Соединённых Штатов закон штата Арканзас, запрещавший преподавание теории эволюции в общеобразовательных школах штата. Суд руководствовался Первой поправкой к Конституции, запрещающей установление религии в качестве государственной. Некоторые штаты пытались обойти это решение, введя обязательное преподавание научного креационизма, что в свою очередь было запрещено решением по делу Эдвардс против Агилляра.
В своём мнении судья Блэк выразил сомнение в подсудности данного спора Верховному Суду. Во-первых, было не совсем ясно, являлось ли дело Эпперсон спором, поскольку штат не принимал действий по обеспечению выполнения соответствующего закона.
Во-вторых, спор, если и имел место, носил вероятный характер (иначе говоря, его разрешение не сказывалось на правах сторон), что также говорило о неподсудности дела Верховному Суду.
Мы не знаем, осталась ли эта учительница из Арканзаса на прежнем месте под угрозой данного закона. Может быть, как пишут в газетах, она оставила прежнюю работу и переехала в другой город, избежав предполагаемых последствий, которыми ей грозил этот закон.

## Связанные процессы
- Обезьяний процесс — 1925
- Дэниель против Вотерса — 1975
- Хендрен против Кепбелла — 1977
- Мак-Лин против Арканзаса — 1982
- Эдвардс против Агилляра — 1987
- Кицмиллер против школьного округа Довер — 2005